# Benjamin Haddad
Pour les articles homonymes, voir Haddad.
Benjamin Haddad, né le 23 octobre 1985 à Paris, est un spécialiste des relations internationales et homme politique français.
Membre de Renaissance (RE), il est élu député de Paris en juin 2022, puis réélu en juillet 2024. Il est nommé ministre délégué chargé de l'Europe le 21 septembre 2024 dans le gouvernement Michel Barnier, puis reconduit à cette fonction au sein du gouvernement François Bayrou en décembre 2024.

## Biographie

### Études et carrière dans les think tanks américains
Benjamin Haddad est né le 23 octobre 1985 à Paris, dans le 16e arrondissement. Il est fils et petit-fils d'entrepreneurs et est issu d'une famille juive séfarade tunisienne,.
Il est diplômé d'un master en affaires internationales de l'Institut d'études politiques de Paris (promotion 2008), puis il obtient une maîtrise en économie financière à HEC (promotion 2011) et travaille brièvement dans la finance. Après avoir enseigné les affaires internationales à Sciences Po, il part  s'installer à Bruxelles, où il travaille pour la Commission européenne. Il rejoint Washington, D.C. et travaille alors dans des groupes de réflexion, et notamment au centre Europe de l'Atlantic Council. Le Soir écrit qu'il travaille pour des « think tanks américains ».

### Parcours politique
Après avoir présidé la branche jeunes du micro-parti de Jean-François Copé, Génération France.fr, il devient secrétaire national de l'UMP de 2011 à 2014. En 2017, Benjamin Haddad est le représentant de La République en marche à Washington, D. C.. Il se décrit, en 2017, comme étant « libéral sur le plan sociétal et économique et pro-européen ».
Lors des élections législatives de 2022, il est candidat dans la quatorzième circonscription de Paris sous l'étiquette Ensemble. La campagne est notamment marquée par le projet d’installation d'un centre de soins de 35 lits destiné aux toxicomanes dans une aile de l’ancien hôpital Chardon-Lagache. Francis Szpiner, maire du 16e arrondissement de Paris, et Benjamin Haddad soutiennent les riverains opposés au projet. Le gouvernement annule le dossier et Benjamin Haddad revendique être à l'origine de cette décision. Le ministère indique qu'un appel à projets est toujours en cours d’instruction afin de répondre à un « besoin de santé pour ces populations »,.
Arrivé en tête au premier tour, il est élu député au second tour avec 53,23 % des suffrages face au candidat LR Francis Szpiner.
Lors des élections législatives de 2024, il est le seul candidat parisien à faire face au second tour à un candidat de la coalition RN/UDR, Louis Piquet, qu'il bat en récoltant 72,33 % des suffrages.
Libération le présente comme un « proche d'Emmanuel Macron ».

### Député de la quatorzième circonscription de Paris
Il est nommé porte-parole du groupe Renaissance à l'Assemblée nationale. Il devient membre de la commission des Affaires étrangères et de la commission des Affaires européennes de l'Assemblée nationale.
En 2022, il dépose un amendement pour augmenter le fonds d'aide à l'Ukraine. Il plaide en 2024 « sur la nécessité pour l’Ukraine de se doter de missiles de longue portée capables de frapper le sol russe ».
En janvier 2023, il se rend en Israël à la tête d'une délégation avec d'autres députés, sous l'impulsion de ELNET France, un groupe qui fait le « lobbying d'Israël », et « qui se présente comme un think tank de dialogue stratégique France-Israël ».
De retour d'un voyage en Israël en octobre 2023, il déclare être « opposé au cessez-le-feu », considérant qu’Israël doit se défendre contre le terrorisme,, ce qui lui vaut des attaques de Jean-Luc Mélenchon. Il est décrit comme l'un des « faucons » de la majorité présidentielle qui « s'opposent à la diplomatie française ».

### Ministre délégué chargé de l'Europe
Le 21 septembre 2024, Benjamin Haddad est nommé ministre délégué chargé de l'Europe.

## Résultats électoraux

### Élections législatives
| Année | Parti et coalition | Parti et coalition | Circonscription | 1er tour | 1er tour | 1er tour | 2d tour | 2d tour | 2d tour |
| Année | Parti et coalition | Parti et coalition | Circonscription | Voix     | %        | Rang     | Voix    | %       | Issue   |
| ----- | ------------------ | ------------------ | --------------- | -------- | -------- | -------- | ------- | ------- | ------- |
| 2022  |                    | LREM (ENS)         | 14e de Paris    | 15 964   | 39,27    | 1er      | 19 742  | 53,23   | Élu     |
| 2024  |                    | RE (ENS)           | 14e de Paris    | 26 351   | 47,71    | 1er      | 34 722  | 72,33   | Élu     |

## Publications
- Paradis perdu : l'Amérique de Trump et la fin des illusions européennes, édition Grasset, 2019.
- Alina Polyakova et Benjamin Haddad, « Europe Alone: What Comes After the Transatlantic Alliance », Foreign Affairs, vol. 98, no 4,‎ 2019, p. 109–120 (ISSN 0015-7120, lire en ligne, consulté le 29 septembre 2024)

## Pour approfondir